# Guigneville-sur-Essonne
Guigneville-sur-Essonne ist eine französische Gemeinde mit 876 Einwohnern (Stand: 1. Januar 2022), die im Département Essonne und in der Region Île-de-France liegt. Sie gehört zum Arrondissement Étampes und zum Kanton Mennecy. Die Einwohner werden Guignevillois genannt.

## Geographie
Guigneville-sur-Essonne liegt etwa 45 Kilometer südlich von Paris am Ufer des Flusses Essonne, der auch die westliche Gemeindegrenze bildet. Die Gemeinde liegt im Regionalen Naturpark Gâtinais français. Umgeben wird Guigneville-sur-Essonne von den Nachbargemeinden La Ferté-Alais im Norden und Nordwesten, Videlles im Osten und Nordosten, Boutigny-sur-Essonne im Süden und Südosten, Vayres-sur-Essonne im Süden sowie D’Huison-Longueville im Westen.

## Bevölkerungsentwicklung
| 1962                       | 1968 | 1975 | 1982 | 1990 | 1999 | 2006 | 2019 |
| -------------------------- | ---- | ---- | ---- | ---- | ---- | ---- | ---- |
| 146                        | 128  | 247  | 415  | 757  | 746  | 971  | 903  |
| Quellen: Cassini und INSEE |      |      |      |      |      |      |      |

## Sehenswürdigkeiten
- Kirche Saint-Firmin, um 1120 erbaut

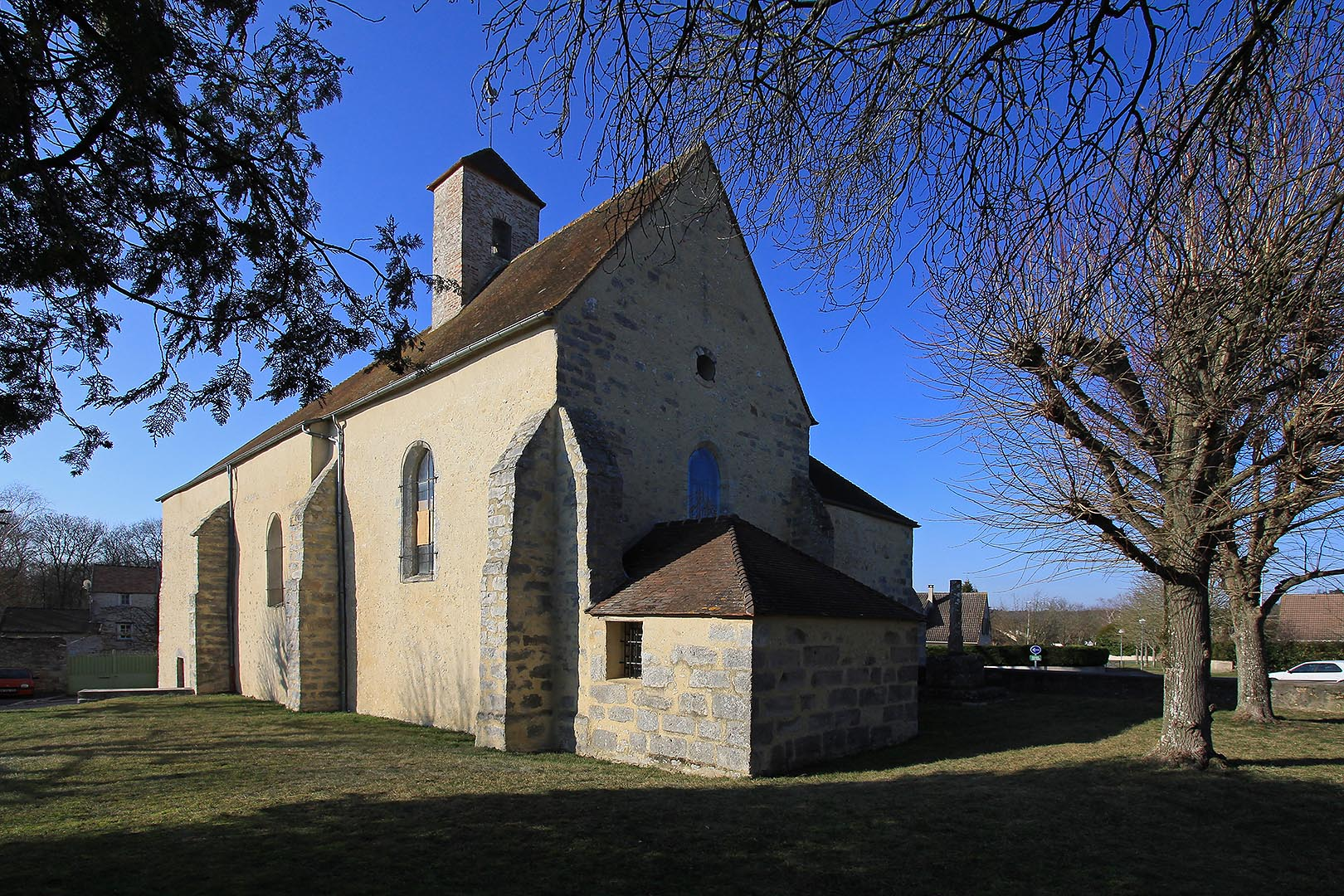
Kirche Saint-Firmin